# Mausoleul Mevlana
Mausoleul Mevlana este un muzeu din Konya, Turcia. Acesta este unul dintre cele mai mari muzee din țară și al doilea cel mai vizitat după Palatul Topkapî din Istanbul. Numele acestui mausoleu este dat de faptul că aici se află mormântul lui Rumi, un mistic persan al islamului și un poet ce este cunoscut de turci sub numele de Mevlana sau Stăpânul nostru.

## Istorie
Sultanul selgiucid Kayqubad I l-a invitat pe Mevlana în Konya unde i-a oferit un loc cu o grădină de trandafiri pentru a-și îngropa tatăl, pe Baha "ud-Din Walad mort în 1231. Când Mevlana a murit pe data de 17 decembrie 1273 a fost îngropat într-un sarcofag alături de cel al tatălui său. Hüsamettin Çelebi, succesorul său la conducerea ordinului islamic Mevlevi, a ordonat în anul 1274 construirea unui mausoleu peste mormântul stăpânului său. Construcția a fost finanțată de emirul selgiucid Suleyman Pervane și de soția sa Gürcü Hatun, iar proiectul a fost realizat de arhitectul Behrettin Tebrizli.
De-a lungul timpului, datorită influenței ordinului Mevlevi mausoleului i-au fost adăugate mai multe clădiri, printre care o moschee și un cimitir. În anul 1926 ordinul Mevlevi a fost scos în afara legii iar mausoleul a devenit muzeu. Atracțiile principale ale muzeului sunt sarcofagul lui Mevlana, de sub domul verde, și cele ale tatălui și cunoscuților săi cei mai apropiați, o colecție de instrumente muzicale tradiționale turcești, mai multe copii vechi ale Coranului și cărți de poezie islamică ale lui Mevlana, o colecție de covoare de rugăciune și spectaculosul dans al dervișilor rotitori, dar cel mai important exponat este o cutie decorată cu sidef ce conține câteva fire din barba Profetului Mahomed. De asemenea mausoleul este un simbol al Turciei și apare pe bancnota de 5000 de lire din anii 1981-1994.

## Galerie de imagini

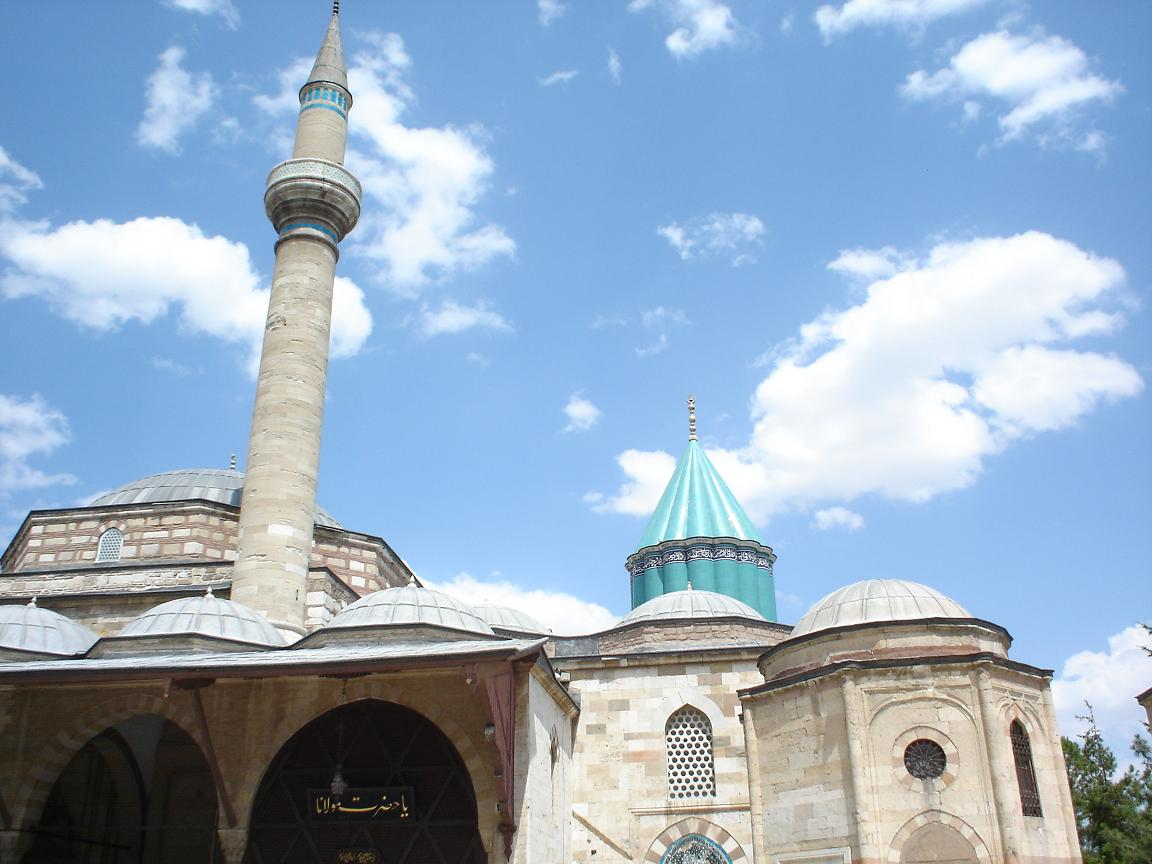
Domul verde şi moscheea.
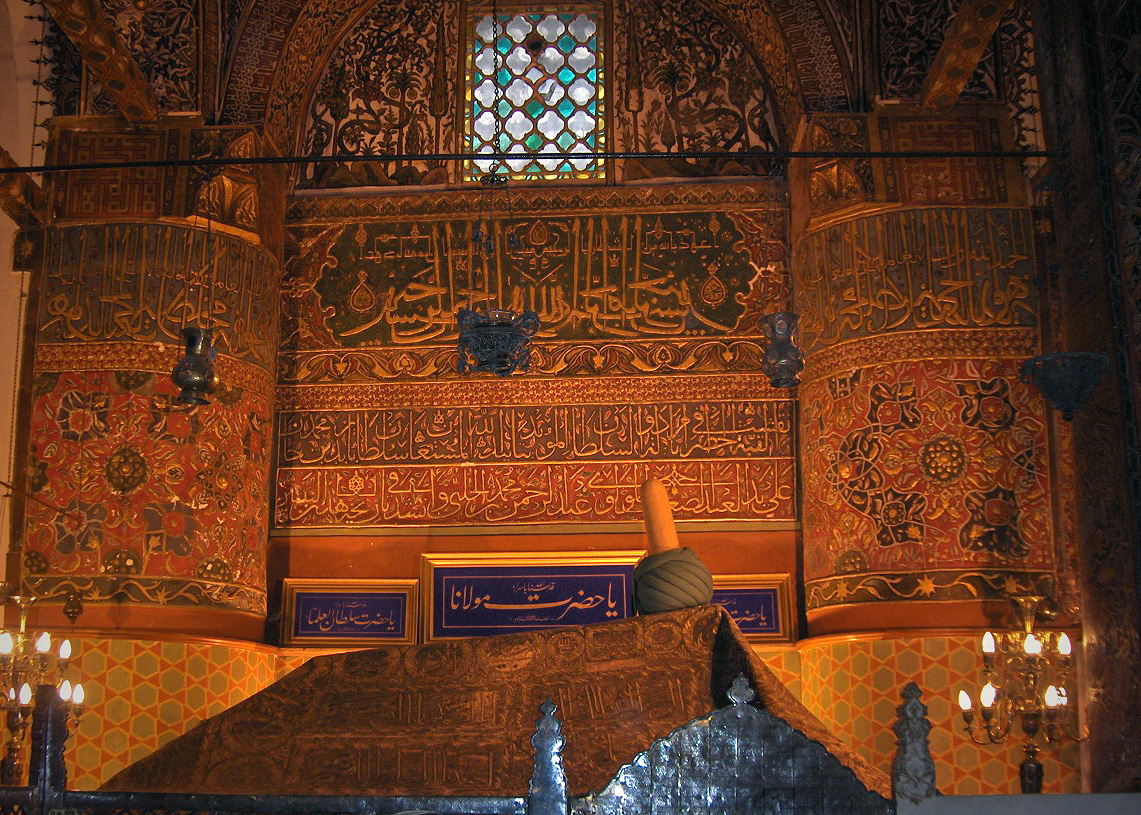
Sarcofagul lui Mevlana.
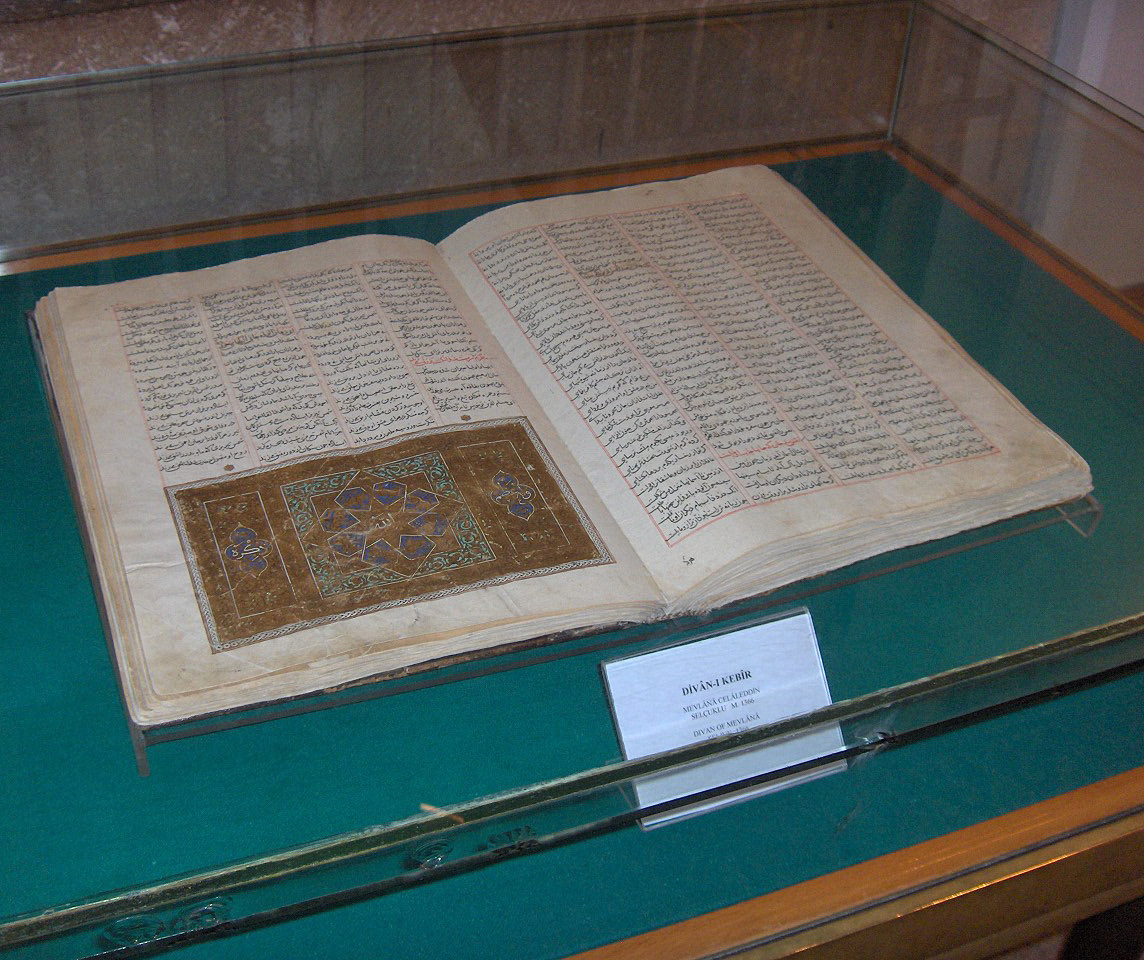
Carte de poezii.
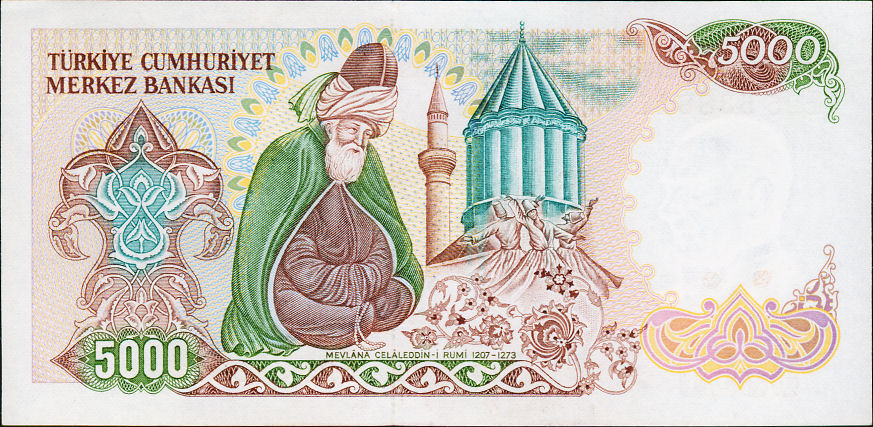
Mausoleul pe bancnotă.

## Legături externe
- en tr  Tur virtual al muzeului Mevlana